# Bucharova cesta
Bucharova cesta je 31 kilometrů dlouhá krkonošská turistická trasa spojující město Jilemnice a pramen Labe. V evidenci KČT má číslo 0431.

## Historie trasy
Trasa nesla původní označení Cesta přes tři kopce a byla vystavěna jilemnickým odborem Klubu českých turistů na popud Jana Buchara (1859–1932) a za podpory Jana Harracha. Z počátku spojovala pouze Žalý (Krkonoše) a Horní Mísečky. Důvodem její výstavby kromě podpory turistiky v Krkonoších byla snaha českého turistického klubu konkurovat německému Riesengebirgvereinu (Krkonošskému horskému spolku) a původně byla značena podle tehdejšího francouzského vzoru dvěma červenými pruhy a bílým uprostřed. Podle Jana Buchara, řídícího učitele z Dolních Štěpanic a jednoho ze zakladatelů české turistiky a lyžování v Krkonoších, byla cesta později nazvána. V roce 1924 byla ku příležitosti Bucharových 65. narozenin trasa prodloužena z Horních Míseček přes Špindlerův Mlýn a jižní svah Kozích hřbetů k Luční boudě (pův. Rosegrova cesta). Později byla ale toto zakončení opuštěno a trasa přeložena do dnešní podoby k prameni Labe. Úsek Svatý Petr - Luční bouda je dnes označován jako Stará Bucharova cesta. V současnosti jí využívá červená turistická značka. K významnému přetrasování došlo i mezi Dolními Štěpanicemi a Beneckem, kdy původní trasa vedla přes Mrklov a Lhotecko, a v prostoru Zadního Žalého, kdy trasa vedla jeho východním úbočím.

## Popis trasy
V celé délce červeně značená trasa začíná na jilemnickém náměstí, kde plynule navazuje na stejně značenou trasu přicházející z Lomnice nad Popelkou v Krkonošském podhůří. Zde se setkává s okružní žlutě značenou naučnou stezkou Jilemnice známá neznámá a je křižována zeleně značenou trasou Semily - Vrchlabí. Vede severním až severovýchodním směrem přes jilemnickou čtvrť Hrabačov a dále údolím Jizerky do Bucharova působiště (41 let) v Dolních Štěpanicích.

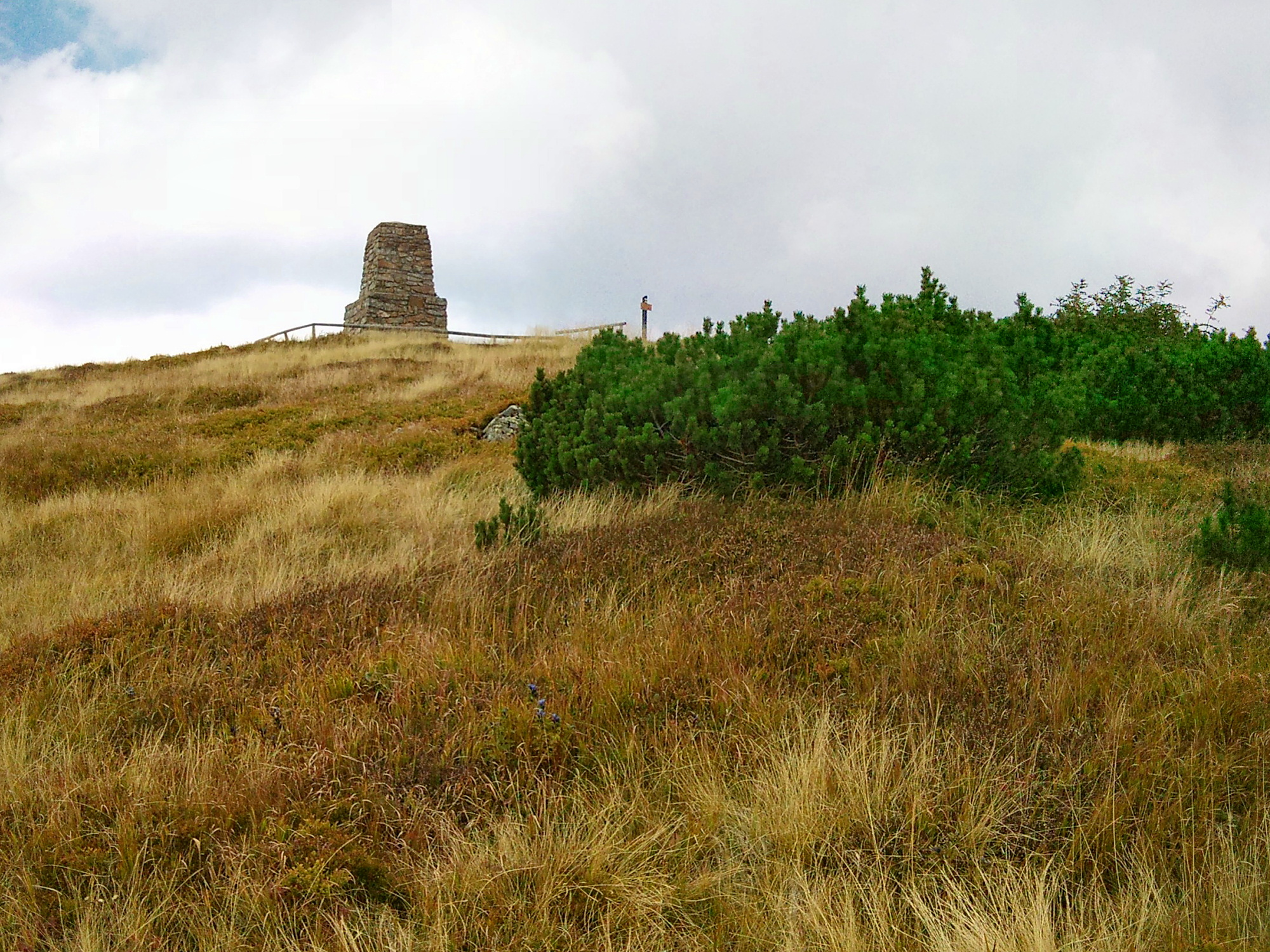
Mohyla Hanče a Vrbaty

Odtud začíná prudce stoupat po hřebeni kolem Horních Štěpanic na Benecko. Zde se směr lomí na jihovýchodní a trasa dále stoupá zástavbou do jižního svahu Žalého na rozcestí se žlutě značenou trasou z Vrchlabí. Odtud vede opět severním směrem a přibližně sleduje osu Žalského hřbetu. K vrcholu Předního Žalého a k na něm stojící rozhledně vede stejnou barvou značená odbočka. V sedle mezi Zadním Žalým a Jánským vrchem ji křižuje žlutě značená trasa vedoucí variantním směrem z Benecka a pokračující do Herlíkovic. Za Jánským vrchem v sedle Rovinka se kříží ze zeleně značenou trasou vedoucí opět variantním směrem z Benecka a pokračující do Špindlerova Mlýna a se žlutě značenou trasou z Rokytnice nad Jizerou do Přední Labské.
Bucharova cesta posléze vystoupá na vrcholy Šeřín a Černá skála s upravenými vyhlídkovými skalami. Zatímco skála na Šeříně umožňuje široký rozhled, ta na Černé skále je beznadějně utopená mezi vzrostlými stromy. V sedle mezi Černou skálou a Mechovincem cestu křižuje modře značená trasa z Rezku do Labské ke zdejší přehradě. Vrchol Mechovince dříve Bucharova cesta obcházela zleva, ale tato varianta je dnes neprůchozí. Nyní vede cesta vpravo k Harrachově skále. Pod ní u Bucharovy cesty končí opět modře značená trasa opět z Labské. Následuje lyžařské středisko Horní Mísečky, které jsou současně i významným rozcestím značených tras. Připojuje se zde červeně značená trasa ze Špindlerova Mlýna, končí zde zeleně značená trasa z Dvoraček a křižuje žlutě značená trasa z Dolních Míseček pokračující variantním směrem k rovněž k labskému prameni.
Bucharova cesta stoupá jihozápadním úbočím Medvědína až na jeho vrchol. Na asfaltovou silnici byla část tohoto úseku přeložena z pěšin v roce 1994. Přes Šmídovu vyhlídku se cesta opět vrací na asfalt Masarykovy horské silnice, kterou sleduje až na její konec k Vrbatově boudě. Sem byla trasa opět přeložena ze severněji položeného hřebene Krkonoše. U Vrbatovy boudy se kromě kruhového rozhledu nachází mohyla Hanče a Vrbaty, odbočná červená trasa do Rokytnice nad Jizerou, základní kámen nepostavené Švehlovy chaty a několik objektů československého předválečného opevnění, kvůli jehož výstavbě byla vybudována i samotná silnice.
Bucharova cesta pokračuje po hraně Labského dolu přes vyhlídku na Pančavský vodopád k Labské boudě a posléze i k samotnému prameni Labe, kde končí. V závěru ji křižují nebo na ní začínají četné značené trasy, z nichž nejdůležitější je modrá trasa Špindlerův Mlýn – Harrachov a trasy vedoucí na hlavní Slezský hřbet Krkonoš.

## Odkazy

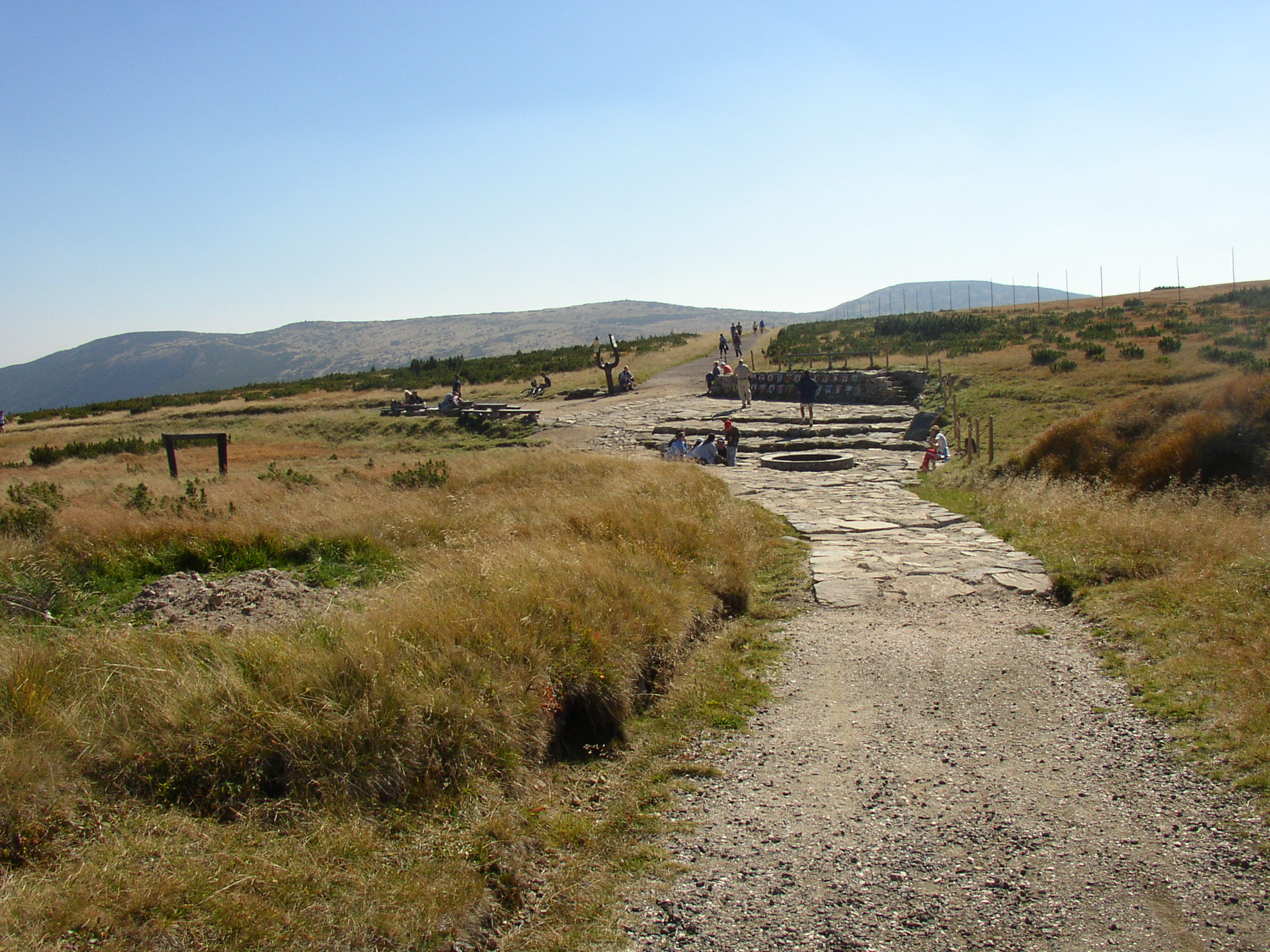
Pramen Labe